# Basisspeler
Met een  basisspeler wordt bedoeld een deelnemer aan een teamsport, bijvoorbeeld voetbal, die vanaf het eerste moment van een  wedstrijd aan deze wedstrijd deelneemt. De betreffende speler staat in de basis, de selectie waarin de beschikbare spelers staan.
Of een speler één minuut of de volle wedstrijd meespeelt is niet van belang, zolang de speler maar aan de start van de wedstrijd verschijnt. Als je het in het algemeen over een basisspeler hebt, dus zonder direct op een wedstrijd te doelen, gaat het meestal over een speler die normaal gesproken als hij niet geschorst of geblesseerd is, bijna altijd vanaf het begin van een wedstrijd speelt.